# لا سيوتا
لا سيوتا هي بلدة تقع في إقليم بوش دو رون في منطقة ألب كوت دازور جنوب فرنسا.